# (22227) Polyxénos
Pour les articles homonymes, voir Polyxène (homonymie).
Ne doit pas être confondu avec (595) Polyxène.
(22227) Polyxénos, désignation internationale (22227) Polyxenos, est un astéroïde troyen jovien.

## Description
(22227) Polyxénos est un astéroïde troyen jovien, camp grec, c'est-à-dire situé au point de Lagrange L4 du système Soleil-Jupiter. Il présente une orbite caractérisée par un demi-grand axe de 5,228 UA, une excentricité de 0,133 et une inclinaison de 10,9° par rapport à l'écliptique.
Il est nommé en référence au personnage de la mythologie grecque Polyxénos ou Polyxène, chef achéen mentionné dans l’Iliade.

## Compléments